# 전주대학교
전주대학교(全州大學校, Jeonju University)는 대한민국 전북특별자치도 전주시 완산구 천잠로에 있는 4년제 사립 대학으로 기독교 사학이며, 신동아학원의 산하에 있다.

## 역사
1964년 1월 학교법인 영생학원은 전주영생대학(全州永生大學)을 설립하였다. 초대 학장은 마가렛 칼로(M.E.Carlo)였으며, 설립 당시 야간으로 운영하여 직장인들을 위한 고등교육을 담당하였다. 1977년 주간학과를 늘려 주야간으로 전환하였으며, 이듬해 전주대학으로 교명을 변경하였다. 1982년 대학원을 설치하고, 1983년 종합대학교로 승격하여 전주대학교로 교명이 변경되었다.1984년 신동아그룹에서 인수하였다. 전주대학교는2002년 교육인적자원부 평가 교육개혁 우수대학 2년 연속 선정 교육개혁 추진 부문 우수대학으로 선정되었다. 2011년 5월, 도서관, 문화시설, 컨벤션 센터, 강의실 등을 갖춘 복합시설인 스타센터가 개관하였다. 2018년 3월, 중소벤처기업부가 주관하는 창업선도대학에 8년 연속으로 선정되었다. 2018년 10월 대학혁신지원 시범(PILOT)사업 대상으로 선정됐다.

## 캠퍼스 풍경

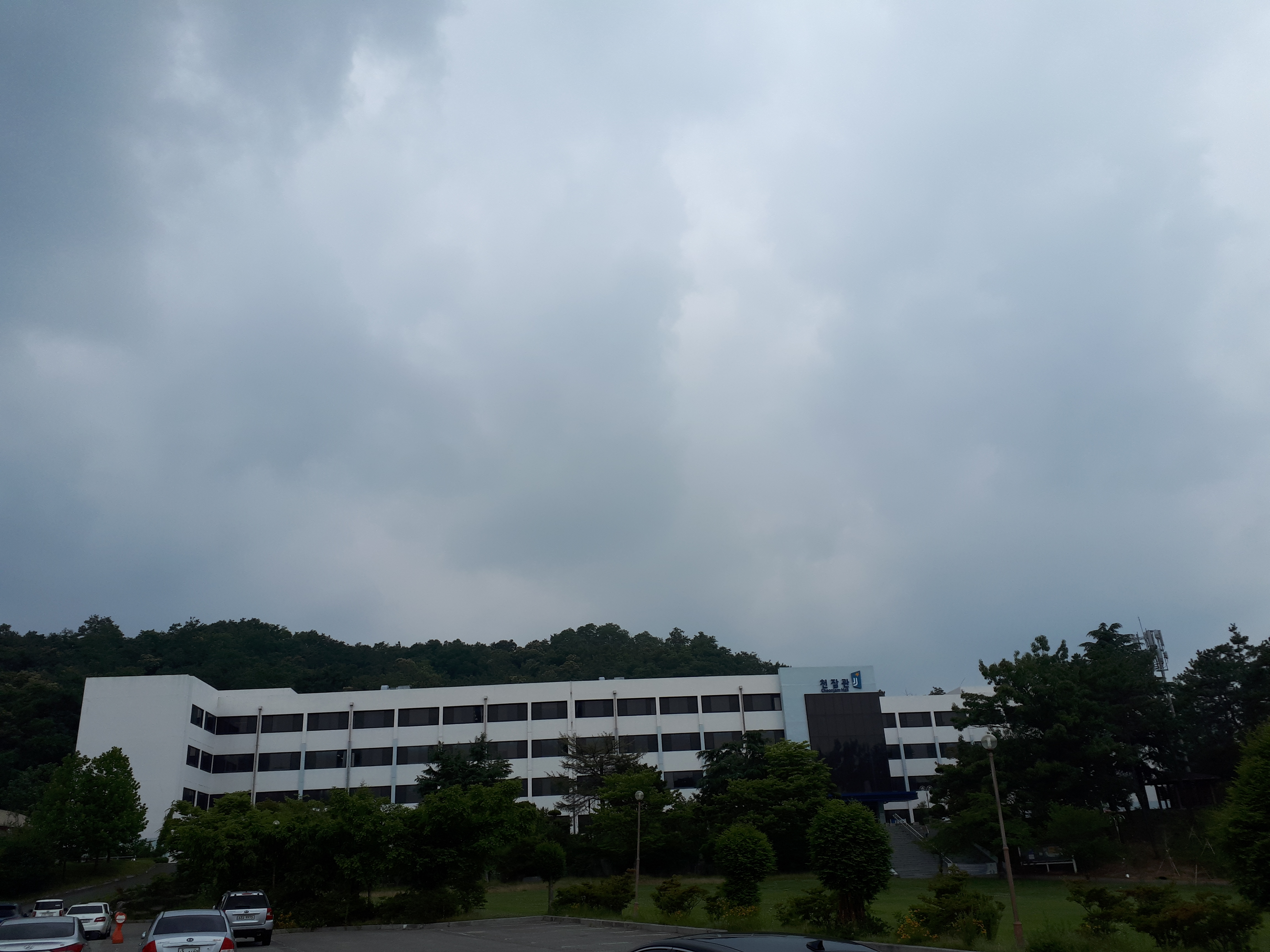
천잠관

2021년 기준으로 9개 단과대학, 65개 학과가 설치되어 있으며 1개 대학원, 6개의 특수대학원이 있다.

대학본부는 교육혁신본부, 선교봉사처, 교무처, 학생취업처, 입학처, 기획처, 총무처 등 1본부 6처가 있고,

부속기관은 국제교류원, 평생교육원, 정보통신원, 농생명융합기술원, 도서관, 박물관, 체육부, 학생군사교육단, 직장예비군연대 등 9개 기관이 있으며, 단에는 산학협력단, 창업지원단, LINC+ 사업단 등 3개의 단이 있다.

인문과학종합연구소, 사회과학종합연구소, 예술문화종합연구소, 산업경영종합연구소 등 6개의 종합연구소와 지역발전연구소, 문화산업연구소, 한국고전학연구소 등 6개의 특화연구소가 있으며, 기독문학연구소, 교육문제연구소, 역사문화연구소, 지방자치연구소 등 24개의 전문연구소가 있다.

학교법인 신동아학원의 산하학교에는 전주비전대학교, 전주영생고등학교, 전주대학교 사범대학 부설고등학교가 있다.

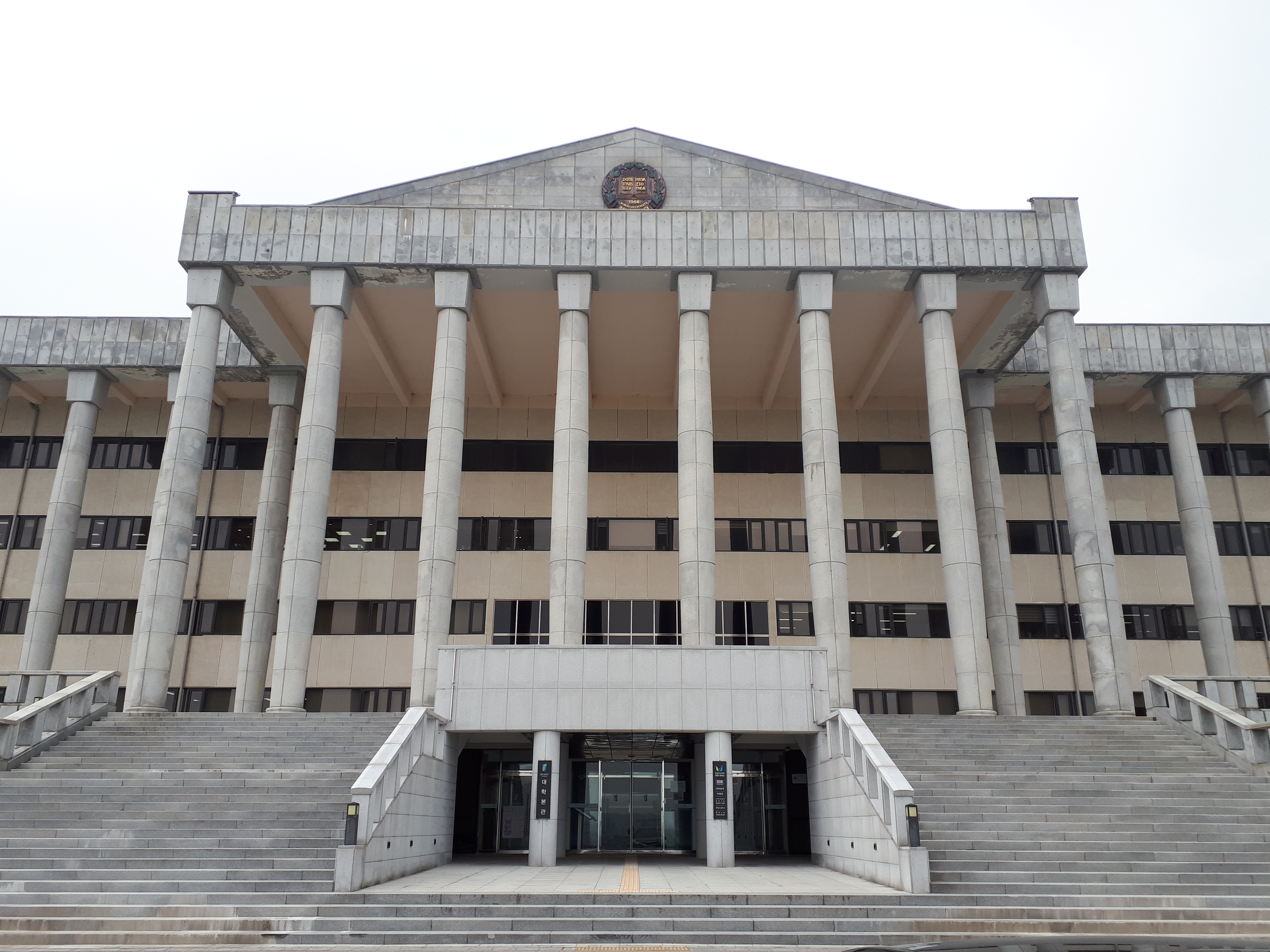
대학본관
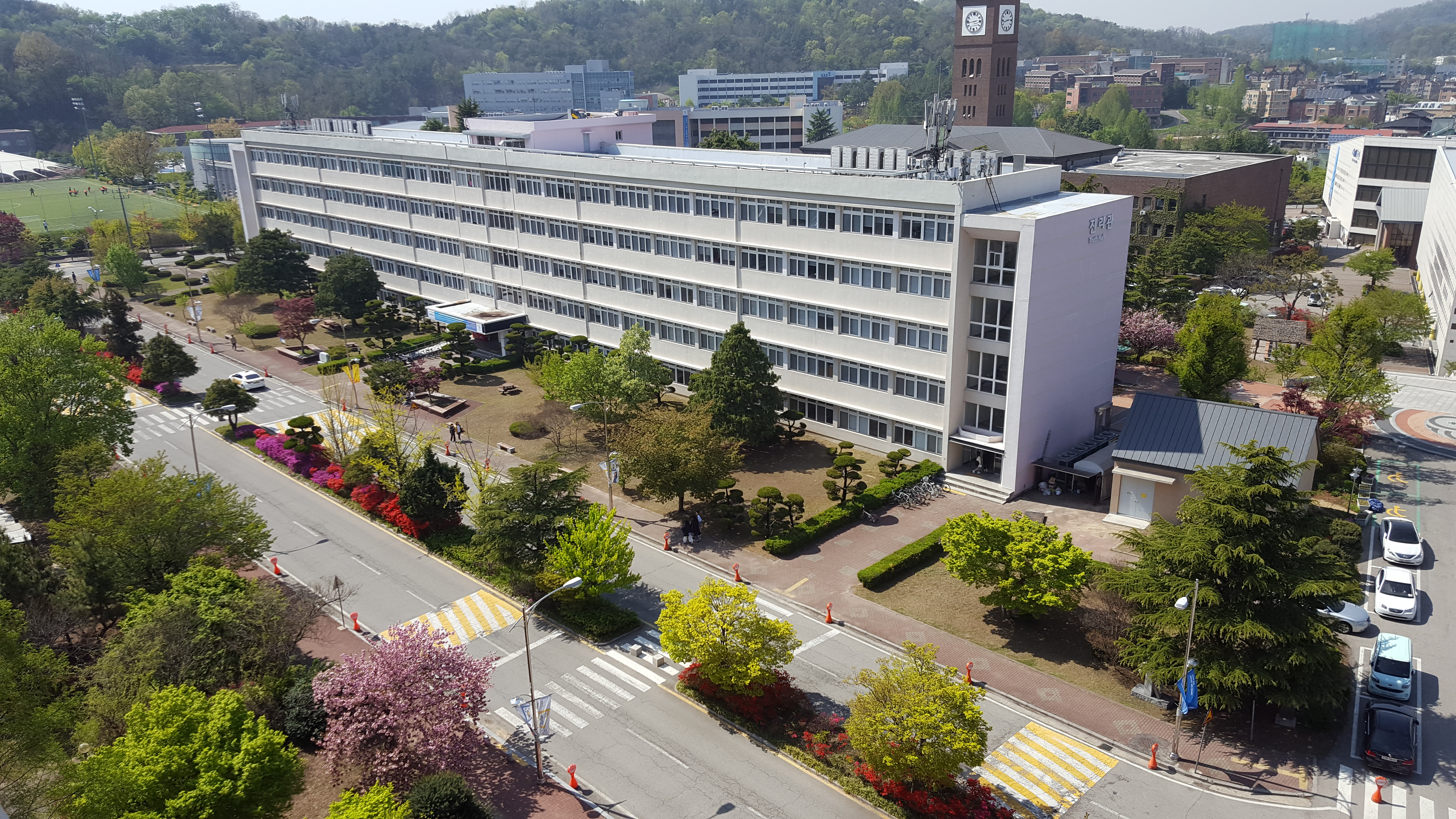
진리관
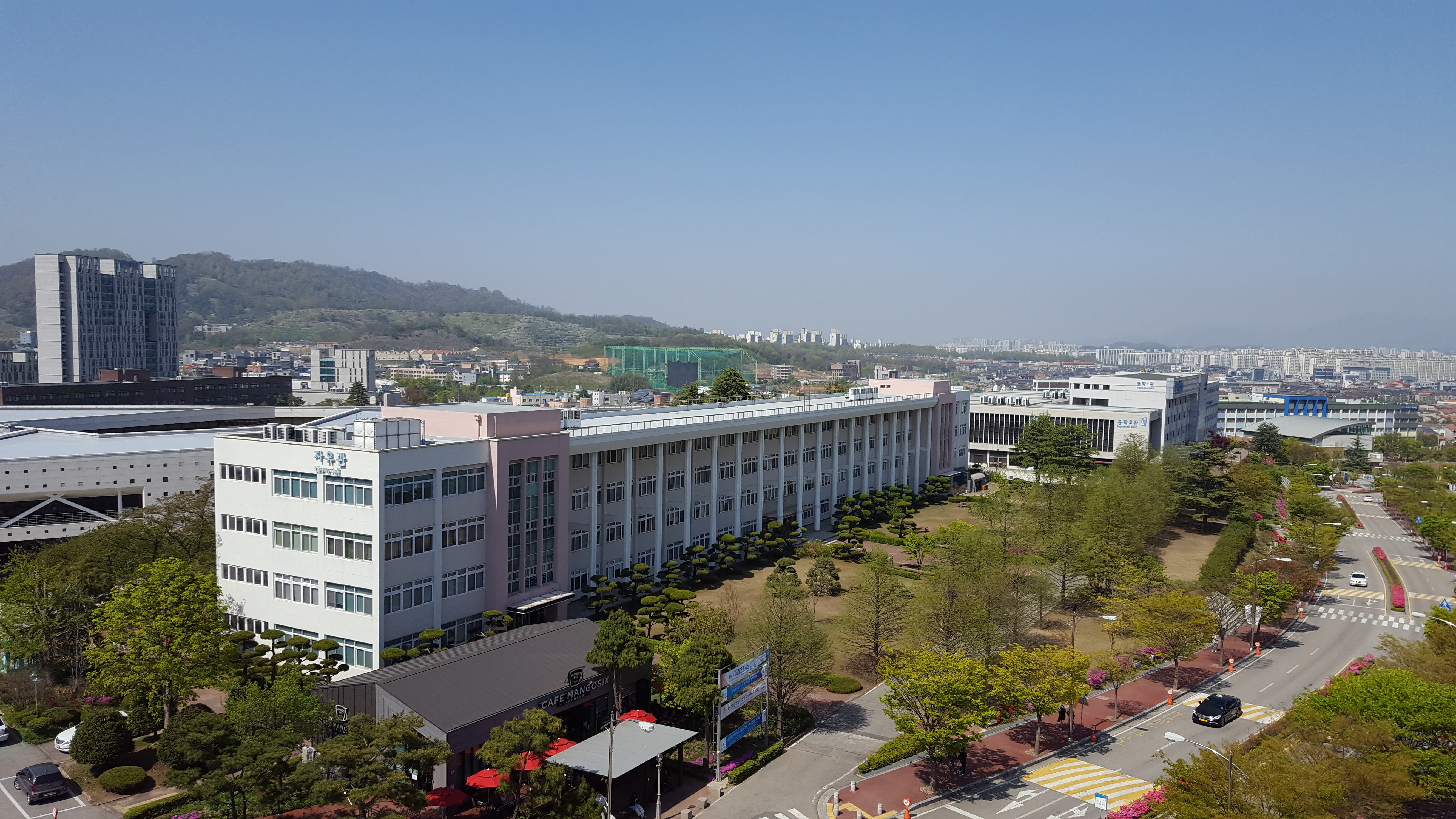
자유관
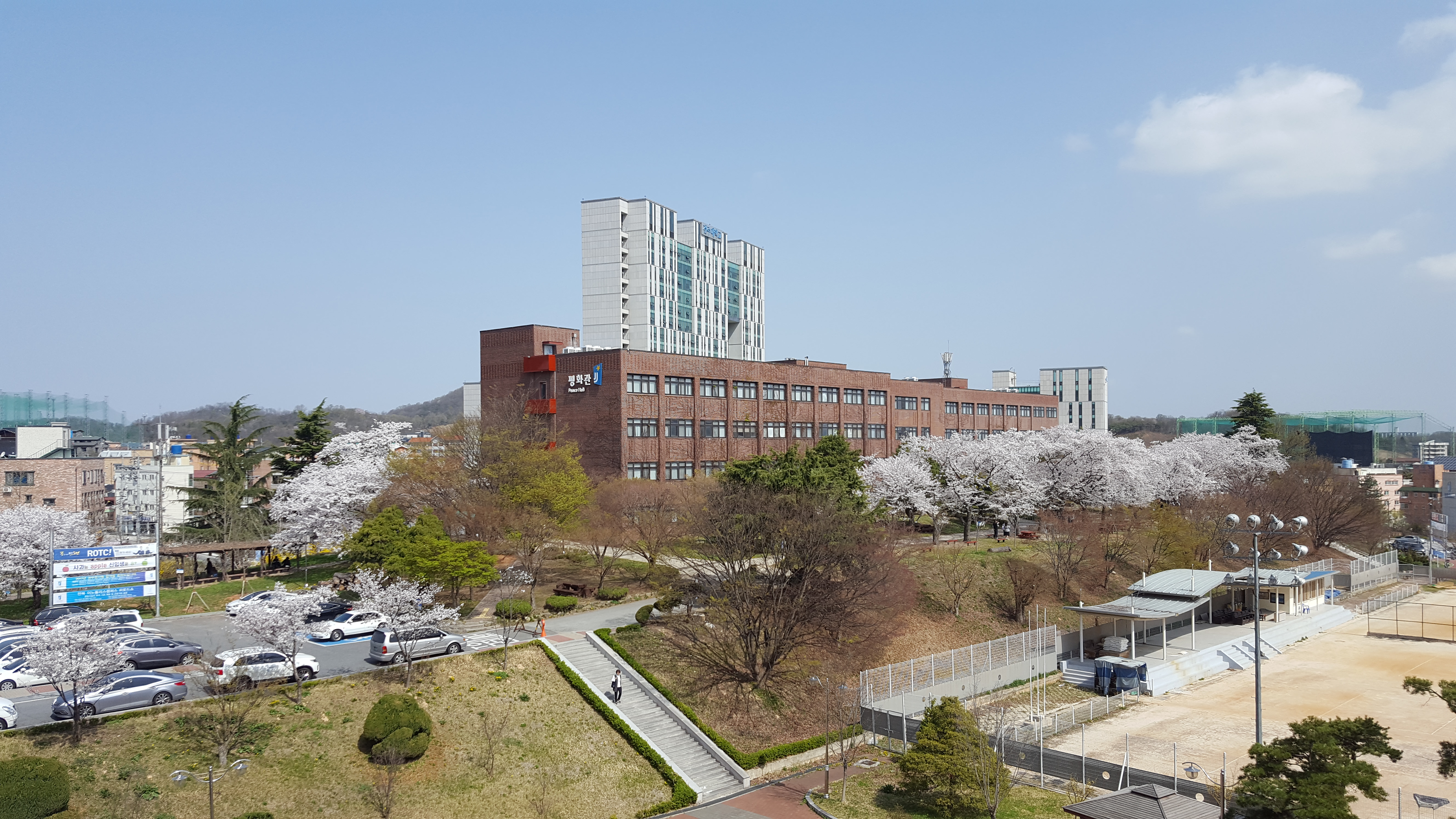
평화관
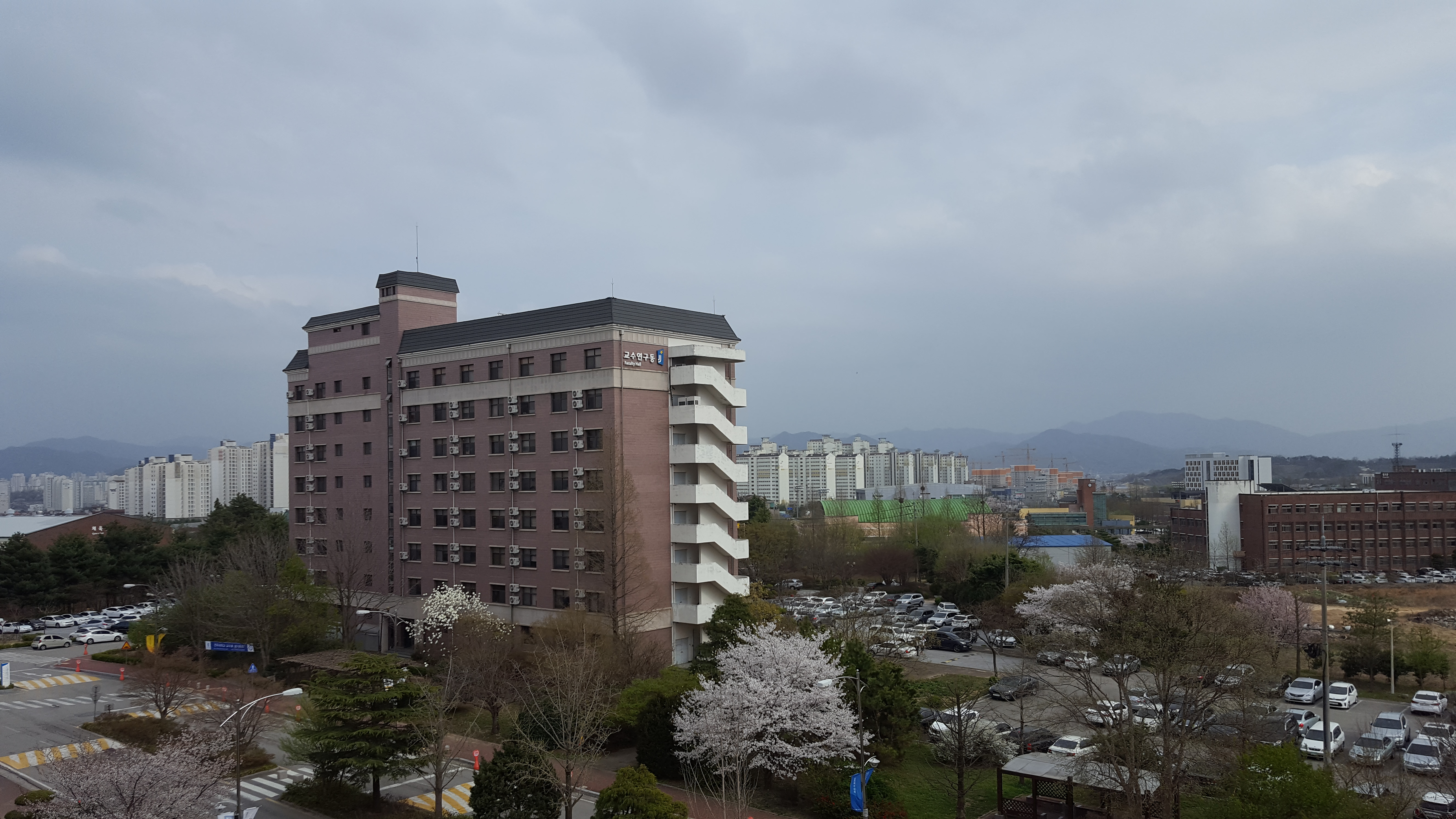
교수연구동
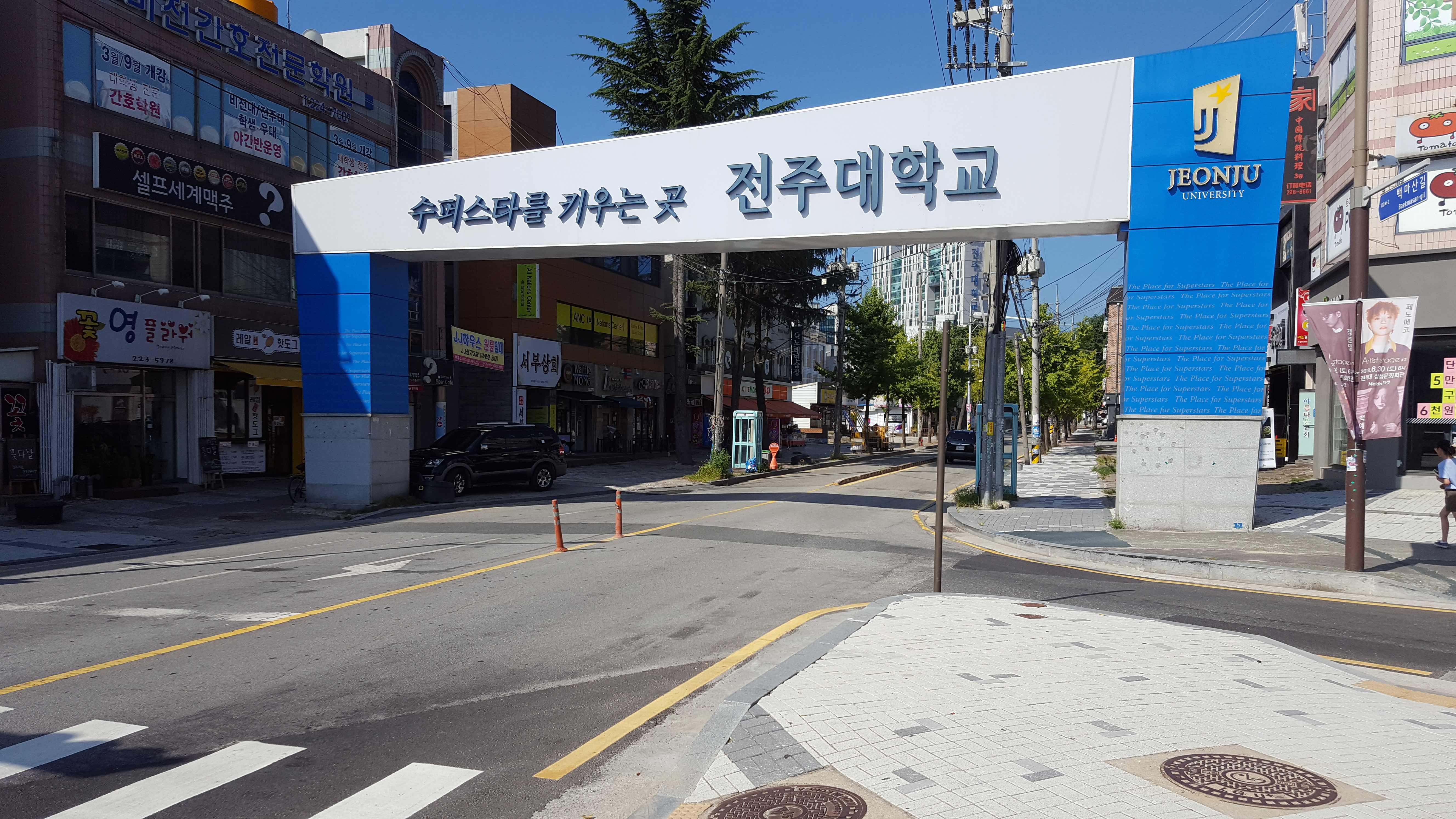
후문
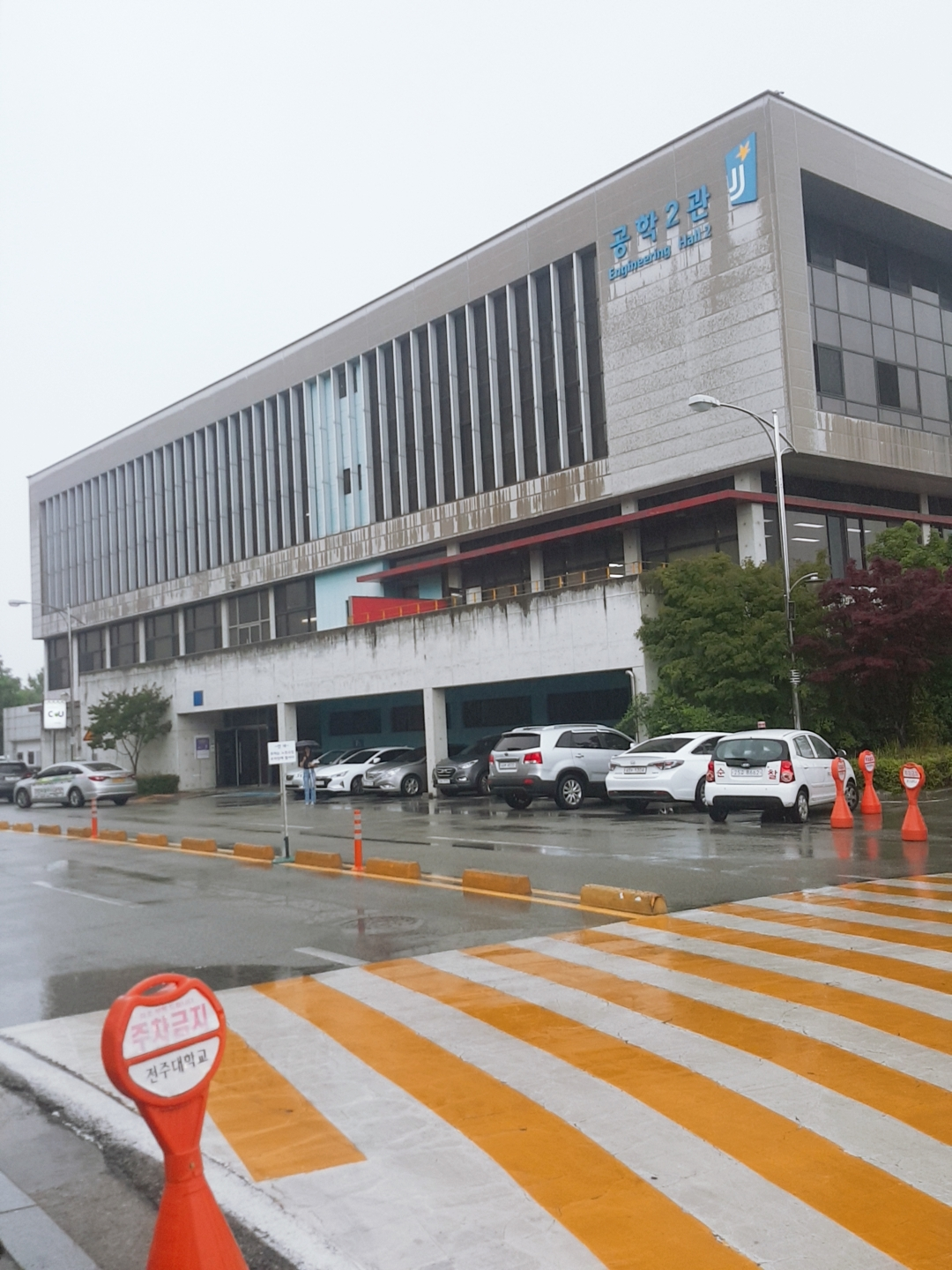
공학2관
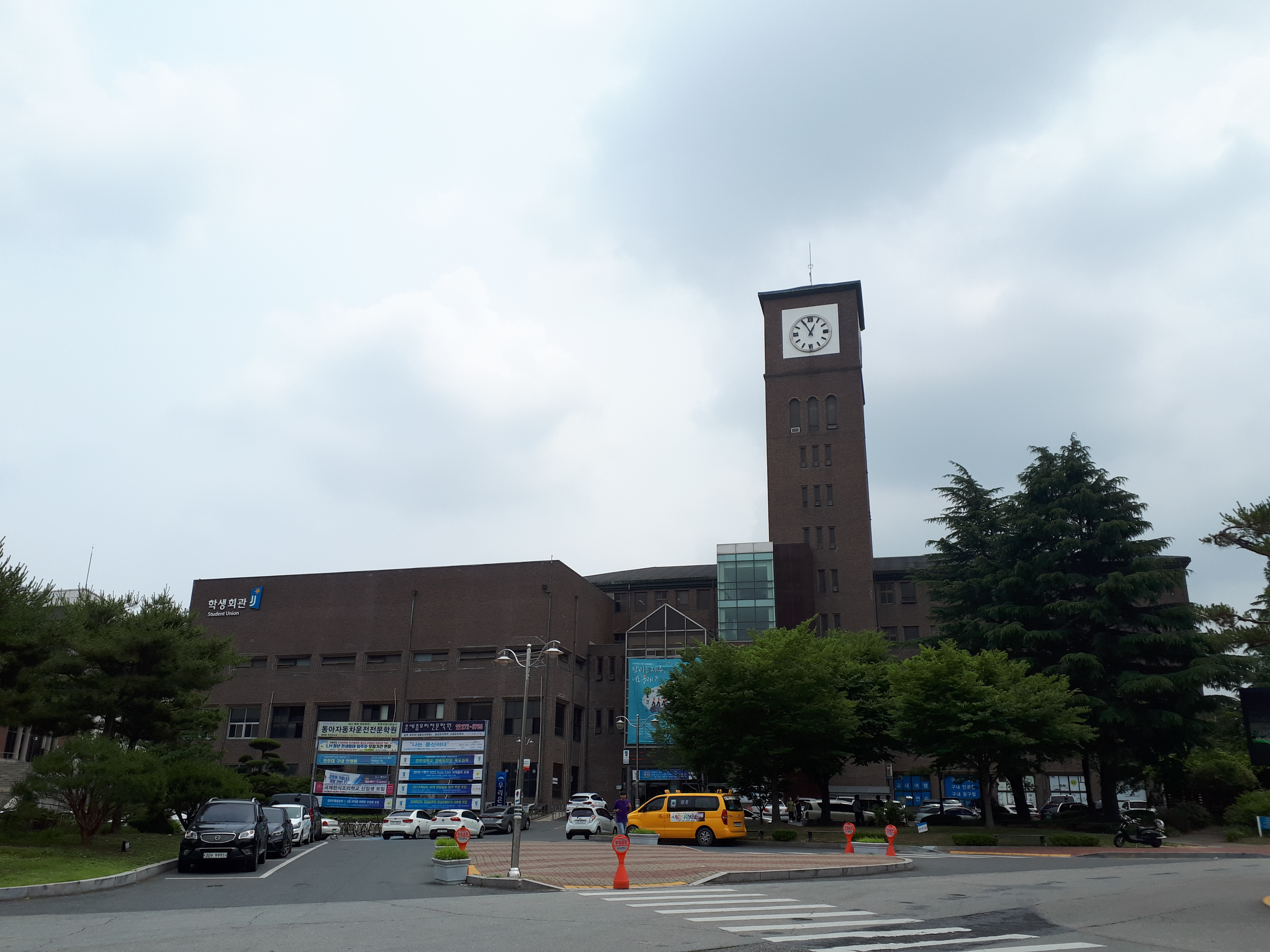
학생회관
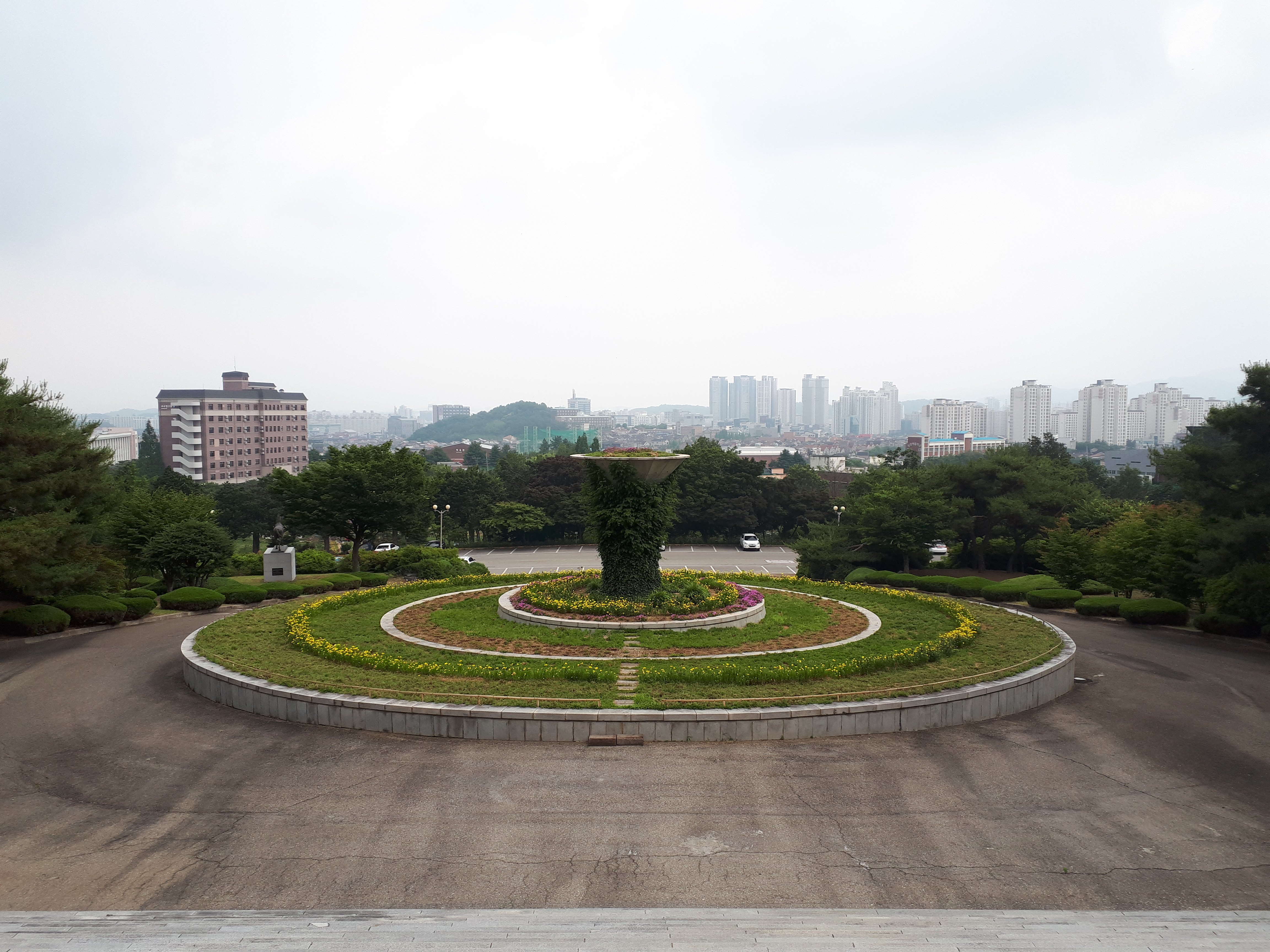
대학본관 앞 화단
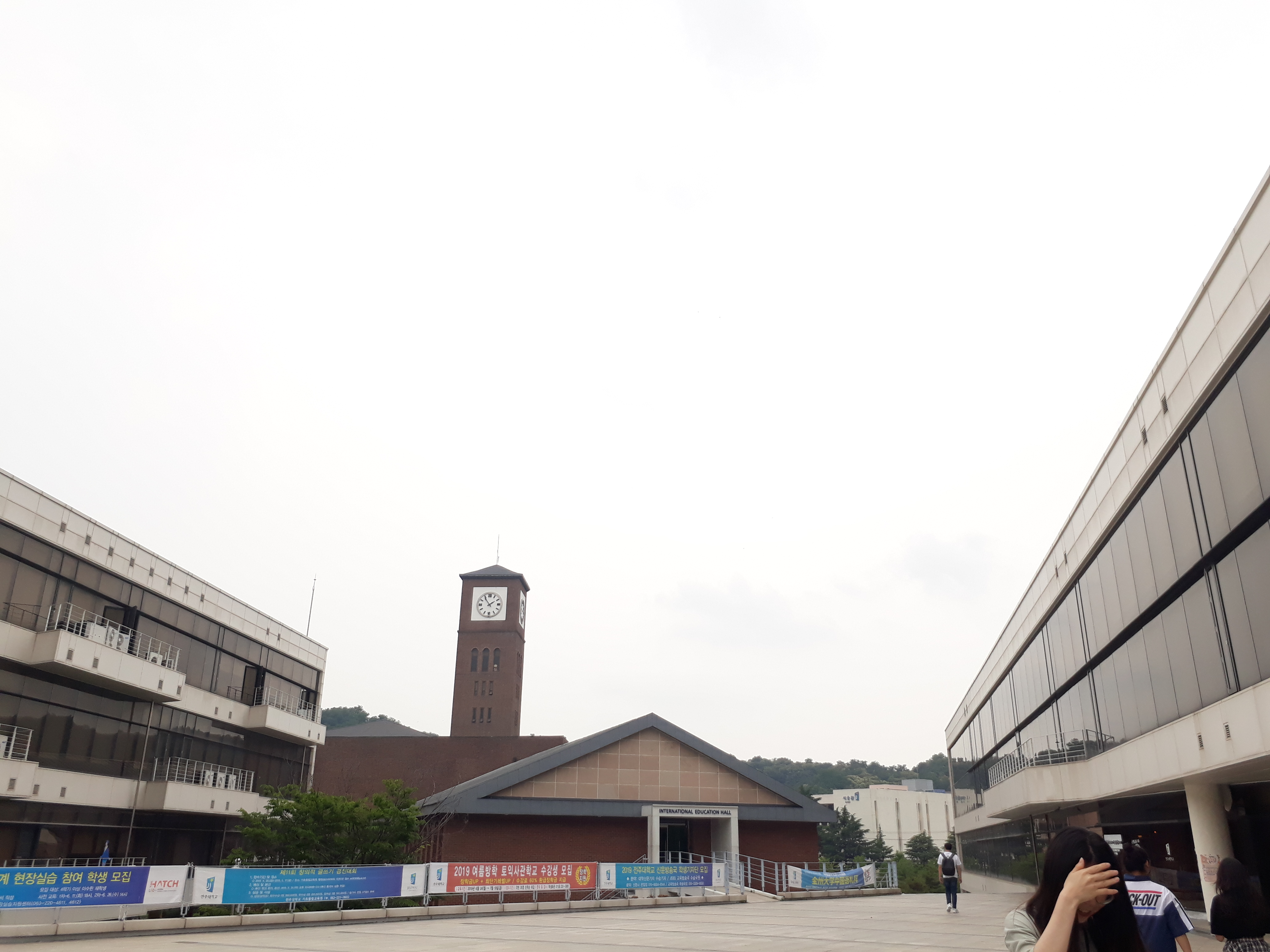
국제교류원

- 천잠관